# Густав Брюнинг
Фридрих Карл Густав Брюнинг (на немски: Friedrich Carl Gustav Brüning) е германски адвокат и консул на Германската империя.

## Биография
Роден е в Шверин, Германска империя на 20 октомври 1835 г. Баща му е съдебен съветник. Густав посещава гимназията Fridericianum Schwerin до 1855 г. След това учи право в Берлин, Гьотинген, Хайделберг и Росток.
Успешно кандидатства за консулска кариера и е назначен на дипломатическа работа през октомври 1871 г. На 24 ноември 1871 г. му е възложено временно да ръководи Генералното консулство на Германската империя в Александрия, Египет. Там е назначен за вицеконсул през март 1872 г.
Повишен в консул, Густав Брюнинг оглавява германското консулство в Тифлис от 1873 до 1876 г. След това е консул в Бейрут до смъртта си.
Дейността му в Бейрут е прекъсната от специално поръчение – представител на Германската империя в България от 31 януари до 16 юли 1879 г. Наблюдател е в Учредителното събрание в Търново през 1879 г. като представител на Германия – страна, подписала Берлинския договор.
Починал е в Бейрут на 23 март 1882 г.